# Club Athletico Paulistano
Il Club Athletico Paulistano è una società polisportiva brasiliana di San Paolo del Brasile, fondata nel 1900.
La squadra di calcio della polisportiva, attiva dalla fondazione fino al 1929, vinse 11 titoli nazionali del Campionato Paulista di calcio. Dopo lo scioglimento della sezione calcistica, la polisportiva ha continuato l'attività in altri sport, tra cui nuoto, pallacanestro (con una squadra maschile), pallavolo e tennis.

## Storia
Il club fu formato da un gruppo di giovani, spinti dall'entusiasmo dopo aver assistito a una partita tra Mackenzie College e Internacional-SP. Successivamente partecipa alla formazione della Liga Paulista de Futebol, la prima federazione brasiliana, organizzando dunque attivamente l'edizione inaugurale del Campionato Paulista, nel 1902. Il debutto avviene il 3 maggio contro il São Paulo Athletic. Nel 1905 il Paulistano ruppe l'egemonia statale del SPAC aggiudicandosi il titolo; di lì ebbe inizio una serie di successi, che portò il club a essere il più titolato dell'era dilettantistica del campionato Paulista, con undici trofei. Le principali figure del club di quel periodo furono Arthur Friedenreich e Anfilogino Guarisi. Nel 1925 i giocatori del Paulistano furono i primi nella storia del calcio brasiliano a effettuare una tournée in Europa, andando a disputare incontri in Francia, Portogallo e Svizzera, disimpegnandosi con costrutto (di dieci partite, ne vinse nove e ne perse una). Nel 1929 la sezione calcistica della polisportiva fu chiusa per unirsi alla Associação Atlética das Palmeiras per creare il São Paulo Futebol Clube.

## Palmarès

### Competizioni statali
- Campionato paulista: 11

1905, 1908, 1913, 1916, 1917, 1918, 1919, 1921, 1926, 1927, 1929

### Altri piazzamenti
- Campionato paulista:

Secondo posto: 1902, 1903, 1904, 1909
Terzo posto: 1906, 1907, 1911

## Tennis

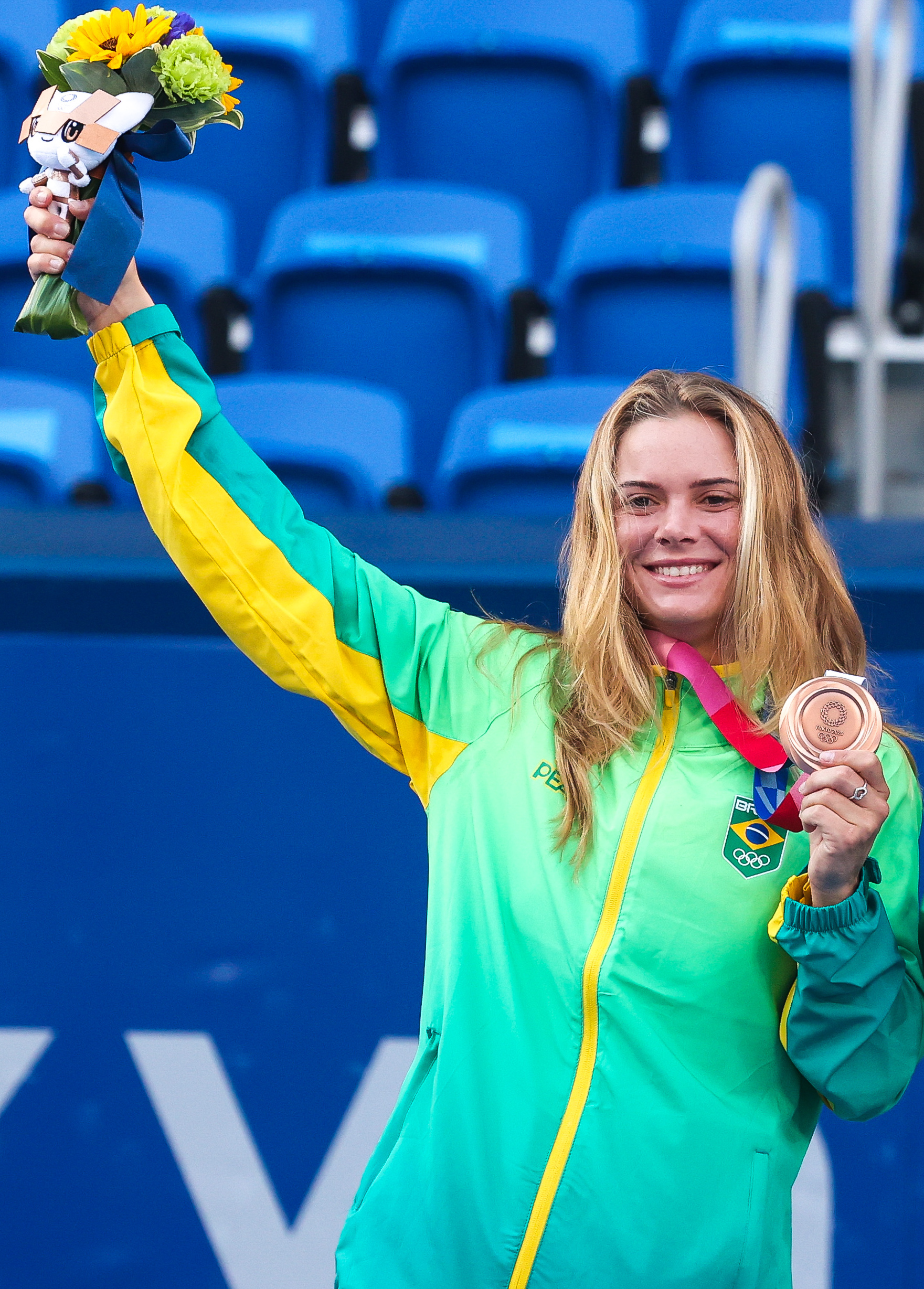
Laura Pigossi durante le Olimpiadi di estive di Tokyo 2020

Un altro sport degno di nota è il tennis, che ha portato alla ribalta diversi nomi di spicco nella sua storia, come Nelson Cruz, uno dei giocatori brasiliani nella prima partecipazione del paese alla Coppa Davis; Armando Vieira, uno dei pionieri nella competizione internazionale e nell'introduzione di tecniche straniere nel tennis brasiliano; Cecy Carvalho, campionessa paulista e brasiliana che ha capitanato la squadra d'élite del CAP per tredici anni consecutivi; e Laura Pigossi, membro del club che, insieme a Luisa Stefani, ha vinto la prima medaglia olimpica della storia del Brasile nel tennis alle Olimpiadi di Tokyo 2020. Inoltre, Pigossi ha iniziato il suo allenamento tennistico al Paulistano.